# スペース・サタン
『スペース・サタン』（原題: Saturn 3）は、1980年に制作されたイギリスのSF映画。

## 概要
宇宙基地に持ち込まれたロボットの恐怖を描く。
本作は映画『スター・ウォーズ』などの美術スタッフであったジョン・バリーによる企画であったが、初監督業で俳優陣との調整がうまくいかず、見かねた製作担当のスタンリー・ドーネンが口出しするようになった。それを嫌ったバリーが途中降板し、監督はドーネン、脚本はマーティン・エイミスが代行した。ちなみにバリーは同年の『スター・ウォーズ／帝国の逆襲』の撮影開始直前にセットで倒れ、そのまま死去した。
上記のトラブルに加え、同制作会社による大作映画『レイズ・ザ・タイタニック』の興業的失敗が原因で大幅に予算をカットされたこともあり、作品は不充分な出来となってしまい、最低映画賞にノミネートされた。
ファラ・フォーセットが初めてバストを披露した作品としても知られる。なお米誌エンターテインメント・ウィークリーが選ぶ「忘れられないヌードシーンのある映画37本」（2010年）と「ベスト・ヌード・シーン50本」（2018年）では、撮影当時64歳だったカーク・ダグラスが選ばれている。

## あらすじ
土星の衛星上に建設された、月ほどの大きさを持つ巨大な宇宙基地サターン3。基地にはアダム少佐（カーク・ダグラス）と、その相棒であり恋人でもあるアレックス（ファラ・フォーセット）が、地球での人口爆発に伴う食糧不足を解決するため、月における水耕栽培を研究する任務に就いており、さらに3機のロボットが補助のために配備されていた。
サターン3で暮らすアダムとアレックス、そしてペットの犬サリーは孤立しながらもエデンの園のような生活を楽しみ、基地に来てからすでに3年が経とうとしていた。そこに……。

## キャスト
| 役名       | 俳優                 | 日本語吹替 | 日本語吹替                           | 日本語吹替 |
| 役名       | 俳優                 | LD版       | フジテレビ版                         |            |
| ---------- | -------------------- | ---------- | ------------------------------------ | ---------- |
| アダム     | カーク・ダグラス     | 宮部昭夫   | 宮部昭夫                             |            |
| アレックス | ファラ・フォーセット | 中村晃子   | 田島令子                             |            |
| ベンソン   | ハーヴェイ・カイテル | 坂口芳貞   | 小川真司                             |            |
| ジェームズ | ダグラス・ランバート | 小島敏彦   | 秋元羊介                             |            |
|            |                      |            | 嶋俊介 中西妙子 篠原大作             |            |
|            |                      |            |                                      |            |
| 演出       | 演出                 |            | 小林守夫                             |            |
| 翻訳       | 翻訳                 | 井場洋子   | 宇津木道子                           |            |
| 調整       | 調整                 |            | 切金潤                               |            |
| 効果       | 効果                 |            | 遠藤堯雄 桜井俊哉                    |            |
| 選曲       | 選曲                 |            | 赤塚不二夫                           |            |
| 制作       | 制作                 |            | 東北新社                             |            |
| 初回放送   | 初回放送             |            | 1985年1月26日 『ゴールデン洋画劇場』 |            |

※2016年12月2日発売のブルーレイには、LD版とフジテレビ版の2種類の日本語吹き替えが収録。

## 賞歴
- 第1回ゴールデンラズベリー賞
  - 最低作品賞ノミネート[4]
  - 最低主演男優賞ノミネート - カーク・ダグラス[4]
  - 最低主演女優賞ノミネート - ファラ・フォーセット[4]

## 映像ソフト
- パイオニアが世界初のレーザーディスクを発売した際、その最初の映画ソフトのラインナップに入っていた作品である。そのため、レーザーディスクのプレイヤーのパンフレットにも、本作の写真が掲載されていた。
- 2009年2月26日、エムスリイエンタテインメントから日本盤DVDが発売された。
- 2016年12月2日、Happinetから日本盤HDリマスター版Blu-rayが発売された[8]。

## 音楽ソフト
- 2006年9月、アメリカのIntrada Recordsより“Intrada Special Collection Volume 36”として、オリジナル・サウンドトラック盤がCDで発売された（2,500枚限定盤）。

## その他
ハーヴェイ・カイテルがアフレコを拒否したため、ロイ・ドートリスによる吹替が行われた。
本作に登場し事件の中心となるロボットのヘクターは、その独特なデザインと機械的な動作、それに反する人間的な思考が特徴である。頭部と両腕には、当時としては精巧な本物のロボットアームが用いられており、二足歩行についてはスーツアクターに頼らざるを得なかったものの、アンドロイドとも完全な機械ともつかない奇抜な姿を実現した。生体脳の使用により日に日に思考や行動が人間に近づく様が演出されている。『ターミネーター』を監督したジェームズ・キャメロンは、ターミネーター（T-800）のデザインを発注するにあたって、「わたしはC-3POではなく、スペース・サタンに登場するヘクターのような、中に人間の入っていないことが一目で分かるデザインのロボットが欲しいのだ」と語ったという。
ガジェットや特撮を含めた実制作面では、『サンダーバード』で知られるITC Entertainmentが受け持っており、日本以外ではイギリス映画とされている。資金面と制作面のどちらで国籍を決定するかの違いと見られ、日本国内で東北新社から発売されたVHS版でも、アメリカ映画という記載ながら、配給元および版権はITC Entertainmentとなっている。
惨殺シーンやヌードシーンが含まれていたため、アメリカではR指定を受けているが、1980年10月18日に放送された日本のドラマ『熱中時代 教師編』では、主人公の教師が小学校の生徒たちを連れて観に行く場面がある。